# Leonor Isacson
Leonor Isacson (Buenos Aires, 10 de junio de 1933) es una pintora y escultora argentina.

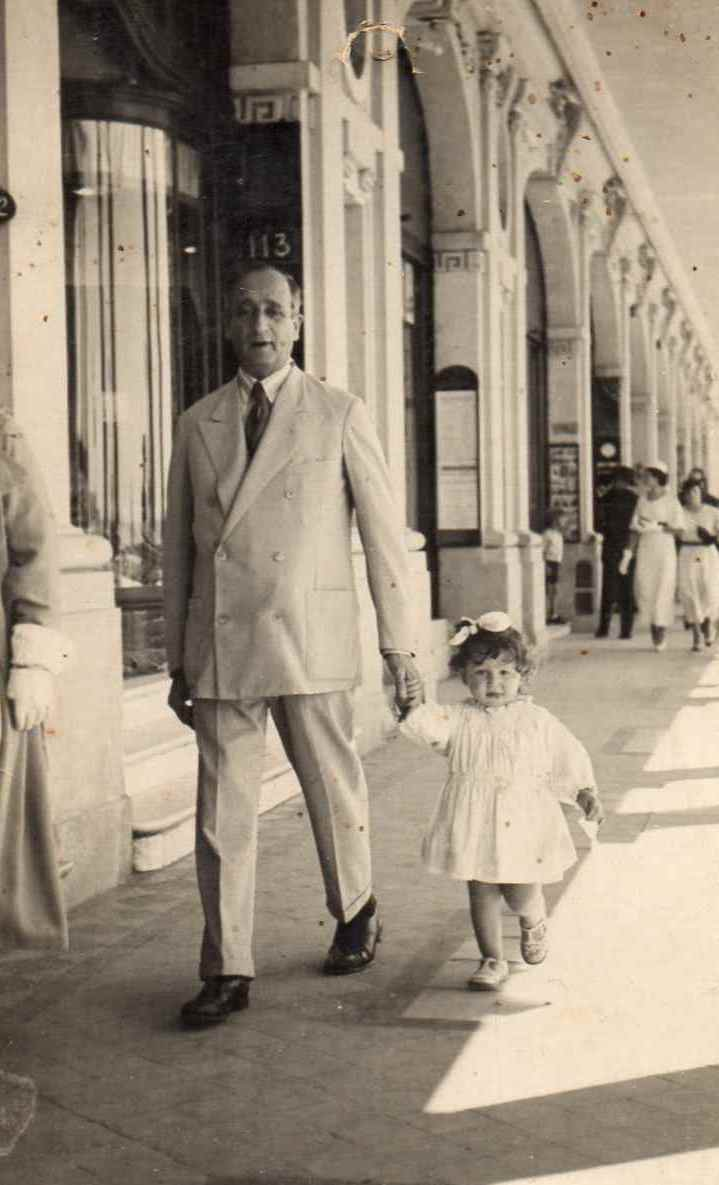
Foto de Leonor Isacson siendo niña con su abuelo en Mar del Plata. Argentina.

## Biografía
Leonor Isacson se dedica a la pintura y la escultura desde niña, y mantiene un marcado interés por la escultura. Su madre era pintora y su padre violinista. Realizó su primera escolaridad en la Escuela Presidente Mitre, hoy llamada Escuela Shopping situada en el barrio de Once, sus estudios secundarios en la Escuela de Comercio Dr. Antonio Bermejo y se graduó en la Escuela Nacional de Bellas Artes Prilidiano Pueyrredón y en la escuela de Bellas Artes Manuel Belgrano. Realizó el curso “Master de Escultura” en La Sapieza , en Roma. En escultura, tiene como referentes a Rodin, a Maillol y Miguel Ángel y en pintura Gustav Klimt , Picasso, a Paul Gauguin. Tuvo como maestro a Jorge Fernández, entre otros.
Isacson persigue el abordaje del torso femenino, porque permite mostrar las marcas que la vida va dejando con el tiempo. Trabaja como material la piedra y óxidos que la penetran, también el bronce y el mármol.
Concepciones acerca del Arte
Según Isacson, para que una obra sea una obra de arte debe cumplir dos pautas fundamentales: forma y contenido. En relación con la forma, debe tener diseño, armonía, equilibrio, color, etc. y en cuanto al contenido tiene que dejar su mensaje a quien la observa. Si este mensaje llega a una sola persona, la finalidad del artista está cumplida. El escultor debe mantener al ejecutar su obra dos objetivos, el análisis (profundidad de su obra) y la síntesis (concreción de su idea). Para ella, el artista debe dejar testimonio de la época en la que le tocó vivir. El arte no debe ser pasatista, debe expresar su entorno.
Isacson profundiza en la escultura como arte porque permite apreciar al objeto en forma tridimensional.
Para la artista crear es llevar a la concreción la idea, es lograr mostrarla. También piensa que existen en la naturaleza y en el universo los contrarios, por ejemplo alto-bajo, lindo-feo, blanco-negro, cóncavo-convexo. Estos contrarios no existen para contraponerse, sino para complementarse.
La artista reconoce los períodos que atraviesa el arte como ser modernismo, surrealismo, etc. a los cuales refiere como que en un momento determinado, el mundo comienza a ver las cosas de una misma manera.

### Obra
Su primera intervención fue en 1956 en la Sociedad Argentina de Artes plásticas. Muestra itinerante, a través de la cual presentó sus obras en Israel, Roma, París y Madrid. Entre sus intervención se destaca la participación realizada en el Instituto Di Tella. Algunas de sus esculturas se constituyeron en Premios Adquisición, presentándose en el Fondo Nacional de las Artes, en la Sociedad Argentina de Artistas Plásticos (SAAP), al cumplirse 90 años de la misma presenta la escultura "El oro de su cuerpo". Luego realiza intervención en el Museo de Bellas Artes de La Boca. En 1986 realizó una exposición en la Galería Pacífico organizada por el Ministerio de Educación y Justicia, Secretaría de Cultura de la Nación como artista invitada presentando la obra "Madres de Plaza de Mayo".
Publicaciones donde se presenta la obra de Leonor Isacson : Revista El Abasto N° 12 y N° 38, Periódico Primera Página, Sociedad Argentina de Artistas Plásticos, Publicación en revistas y diarios de distintas fechas.
El Crítico de Arte Oscar Félix Haedo en una nota publicada en la Revista El Abasto, escribe "Las obras de Leonor Isacson mantienen unidad a la vez que una sutilísima línea elíptica envolvente que refleja una intención totalizadora y así, el color, la forma el movimiento y el espacio, expresan sus sentimientos y son a la vez parte de su propia personalidad".